# De Meester (Belgisch geslacht)

Wapen van de adellijke familie De Meester

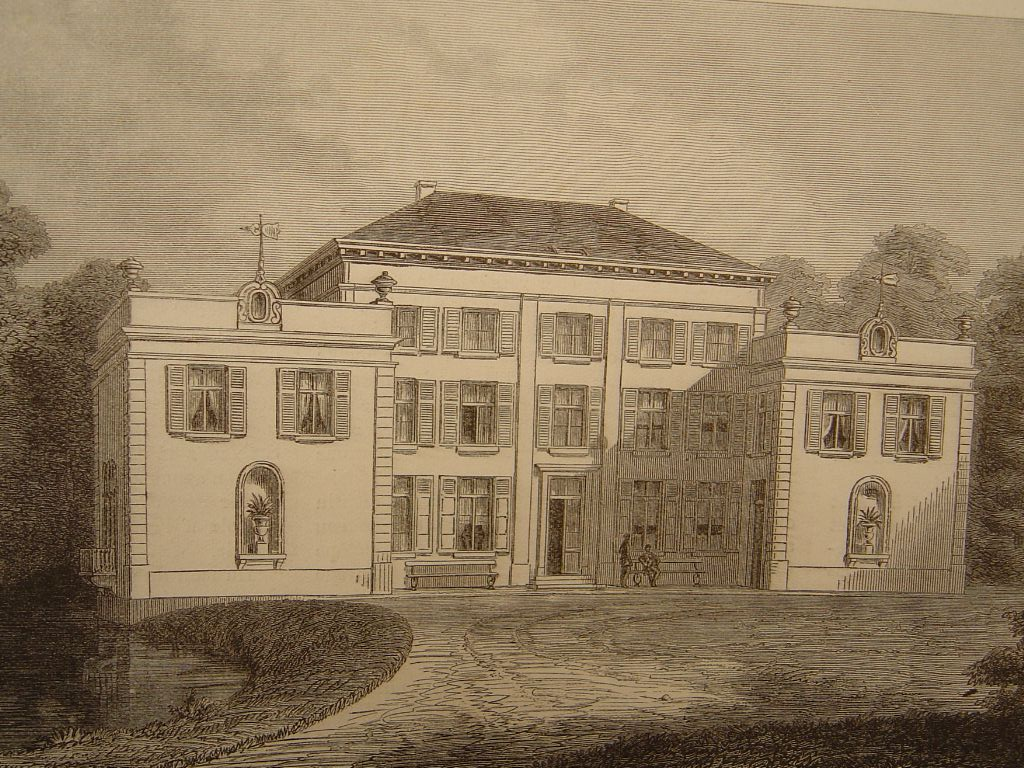
Kasteel de Meester de Ravestein in Hever

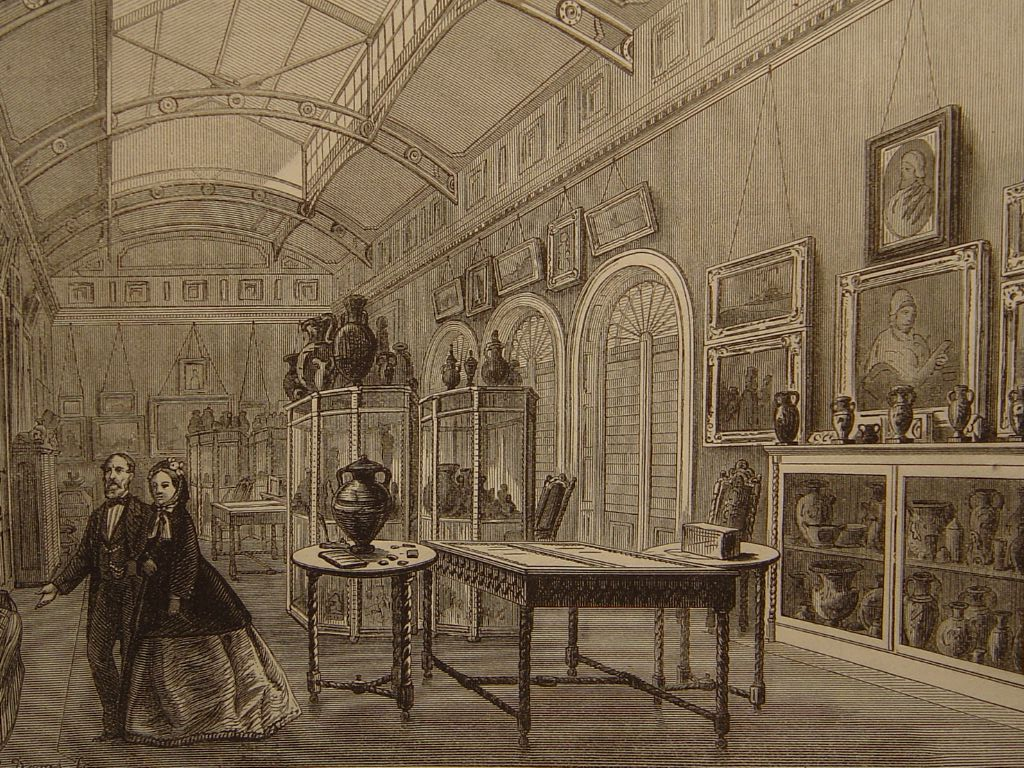
Interieur van het kasteel De Meester de Ravestein in Hever

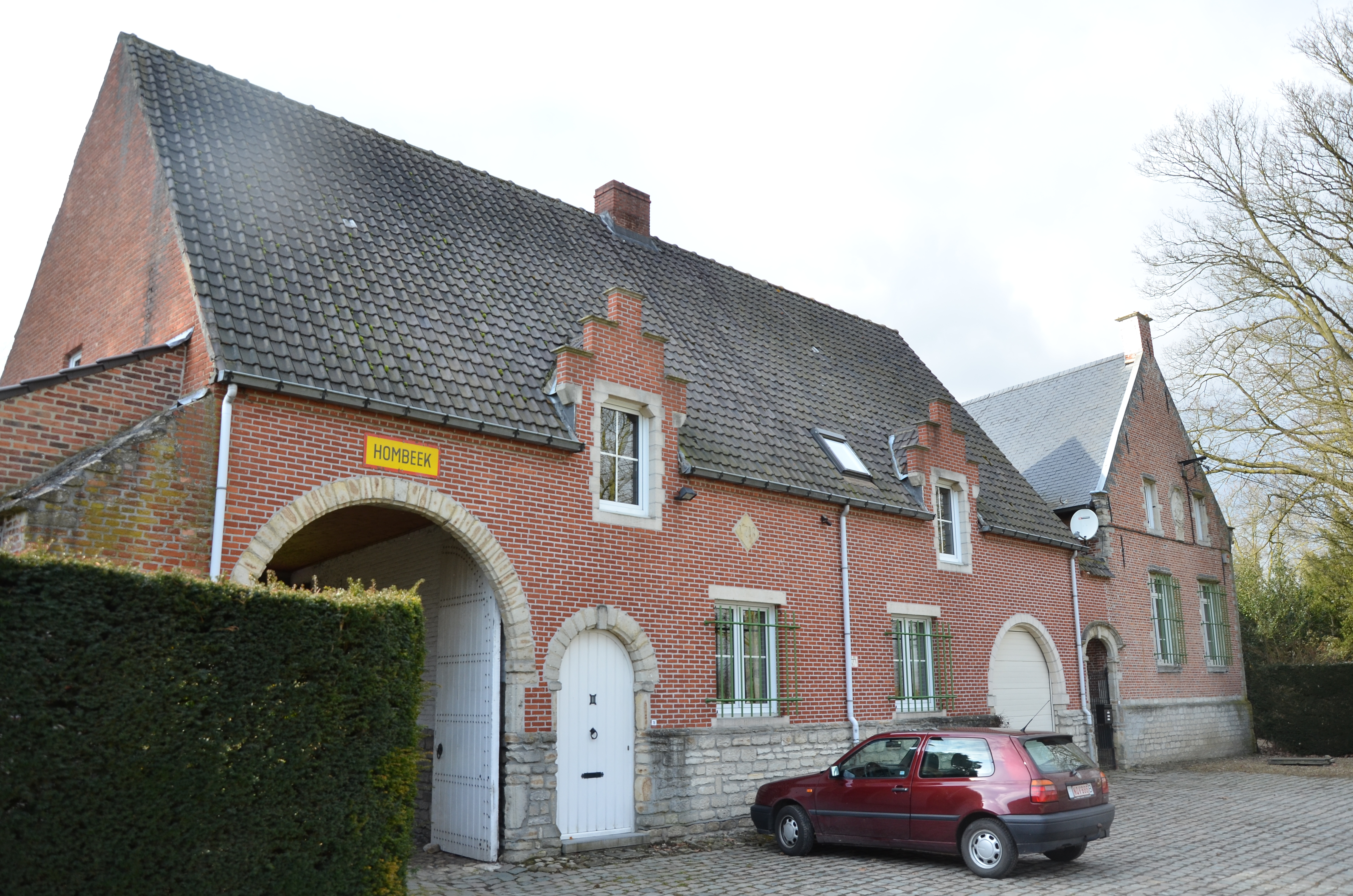
Hof Ter Heyde in Hombeek

De Meester (ook: De Meester de Tilbourg, De Meester de Heyndonck, De Meester de Ravestein en De Meester de Betzenbroeck) is een Zuid-Nederlandse en Belgische notabele en sinds 1776 adellijke familie.

## Geschiedenis
De stamreeks begint met Louis André de Meester (†1618) die in 1575 trouwde met Madeleine van Herdeghem, welke huwelijksdatum tevens de oudste vermelding van het geslacht betreft. In 1776 verleende keizerin Maria Theresia erfelijke adel aan Pieter de Meester, heer van Ravestein, raadsheer-assessor van de Berg van Barmhartigheid in Mechelen.

## Genealogie
- Pieter de Meester (1724-1784), x Maria Mols (1723-1766)
  - Gaspard de Meester (zie hierna)
  - Jean-Pierre de Meester (1755-1818), x Marie-Anne du Trieu (1753-1812)
    - Constantin de Meester de Ravestein (zie hierna)
    - Louis de Meester de Tilbourg (zie hierna)
    - Edouard de Meester (zie hierna)

  - François de Meester (zie hierna)

## Gaspard de Meester
- Gaspard Antoine de Meester (Mechelen, 25 april 1751 - Hombeek, 25 augustus 1823) verkreeg onder het Verenigd Koninkrijk der Nederlanden erkenning in de erfelijke adel. Hij werd licentiaat in de rechten en advocaat bij de Grote Raad van Mechelen. In 1778 trouwde hij met Jeanne du Trieu (1748-1810), dochter van Charles du Trieu de Terdonck, en ze kregen zeven kinderen. Zijn broer Jean-Pierre trouwde met haar zus, Marie-Anne du Trieu.
  - Pierre-Joseph de Meester (1779-1843) werd opgenomen in de ridderschap van de provincie Antwerpen. Hij trouwde met Madeleine Backx (1782-1853) en ze hadden twee dochters.
  - Joseph de Meester (1780-1840) werd schepen van Mechelen.
  - François-Théodore de Meester (1784-1865) trouwde met Ignace-Julie de Giey (1781-1843).
    - Louis de Meester (1809-1866) trouwde met Nathalie de Meester de Ravestein (1820-1889).
      - Joseph de Meester de Ravestein (1845-1917) verkreeg in 1890 toestemming om 'de Ravestein' aan zijn familienaam toe te voegen. Hij trouwde met gravin Lucie du Val de Beaulieu (1851-1886).

  - Pierre-Jean de Meester (1790-1847) werd burgemeester van Leest en van Hombeek. Hij trouwde met Catherine Geelhand (1798-1846).
    - Leopold de Meester (1821-1885) werd burgemeester van Leest en provincieraadslid in de provincie Antwerpen. Hij trouwde met Rachel de Coussemaker (1841-1916).
      - Emmanuel de Meester (1866-1943) was volksvertegenwoordiger en senator. Getrouwd met Marie-Thérèse van Outryve d'Ydewalle (1875-1950). Met afstammelingen tot heden. Hij kreeg in 1925 de titel baron, overdraagbaar bij eerstgeboorte.
        - Leopold de Meester (1903-1984), gemeenteraadslid van Antwerpen en Ramsdonk, provincieraadslid, lid van het Geheim Leger, trouwde met Monique van de Werve de Schilde (1905-2010). Hij verkreeg in 1974 uitbreiding van de baronstitel tot al zijn zoons en vervolgens overdraagbaar in elke tak bij eerstgeboorte.
        - Jean de Meester (1904-1990), was met de kloosternaam Emmanuel, benedictijn in de abdij van Sint-Andries.
        - Antoine de Meester (1906-1978) was met de kloosternaam Jean-Baptiste, benedictijn in de abdij van Sint-Andries.

      - Marcel Marie Joseph Léopold de Meester de Ravestein (1867-1942) trouwde in 1913 in Dieppe met Jeanne de Grieu d'Estimauville (1879-1974). Ze kregen vier kinderen, met afstammelingen tot heden.
      - Raoul de Meester (1873-1950) werd benedictijn in de abdij van Maredsous onder de kloosternaam Placide. Hij werd archimandriet, consultor bij de Congregatie voor de religieuzen en de Congregatie voor de oosterse kerken, lid van de pauselijke commissie voor de codificatie van het kerkelijk recht voor de Oosterse kerken, procureur-generaal voor de Belgische benedictijnse congregatie bij de Heilige Stoel en hoogleraar aan het pauselijk college Sint-Athanasius.
      - Stanislas Edmond Leopold de Meester de Ravestein (1874-1953) trouwde met Aline Gillès de Pelichy (1884-1964). In 1937 kreeg hij vergunning om de Ravestein aan zijn familienaam toe te voegen. Met afstammelingen tot heden.
      - Henry Marie Joseph de Meester de Ravestein (1879-1947) was burgemeester van Zandhoven. Hij trouwde met Cecile van de Werve. Ze kregen twee dochters.

    - Athanase de Meester (1831-1875) was senator. Hij trouwde met Eudolie de Terwangne (1831-1875) en ze hadden zes dochters.

## Constantin de Meester de Ravestein
- Constantin Pierre Jean de Meester de Ravestein (Mechelen, 1 januari 1782 - 12 april 1853) was burgemeester van Hever. Hij trouwde met Caroline de Wargny (1781-1852).
  - Auguste de Meester de Ravestein (1813-1849), provincieraadslid voor Brabant, trouwde met Idalie van den Hecke (1816-1877). Ze hadden een enige dochter.

## Louis de Meester de Tilbourg
- Louis-Joseph de Meester de Tilbourg (Mechelen, 14 mei 1783 - Muizen, 22 december 1867) werd in 1823 erkend in de erfelijke adel. Hij trouwde met Jeanne van Gastel (1781-1829) en ze kregen vier kinderen, met afstammelingen (vooral in Duitsland) tot heden.

## Edouard de Meester
Edouard Jean Charles de Meester (Mechelen, 22 maart 1787 - Brussel, 21 januari 1838) was getrouwd met Colette della Faille (1793-1831). Hij werd in 1823 erkend in de erfelijke adel. Het echtpaar bleef kinderloos.

## François de Meester
Jhr. François-Joseph de Meester (1759-1848) was in de Franse tijd maire van Heindonk, in 1828 erkend in de erfelijke adel
- Jhr. François de Meester (1797-1881), burgemeester van Heindonk
- Jhr. Ferdinand de Meester (1804-1876), kapitein 
  - Jhr. Raymond de Meester de Betzenbroeck (1841-1907) kreeg in 1885 vergunning om de Betzenbroeck aan zijn familienaam toe te voegen, kunstschilder, gemeenteraadslid en senator, met afstammelingen tot heden
    - Jkvr. Christine de Meester de Betzenbroeck (1871-1957); trouwde in 1894 met Raymond baron Pecsteen (1867-1965), provincieraadslid van West-Vlaanderen, burgemeester van Ruddervoorde
    - Jhr. André de Meester de Betzenbroeck (1873-1918)
      - Raymond baron de Meester de Betzenbroeck (1904-1995), kunstschilder, werd in 1952 verheven tot baron met overgang van de titel bij eerstgeboorte

    - Jhr. Raoul de Meester de Betzenbroeck (1875-1945)
      - Jkvr. Marie-Angèle de Meester de Betzenbroeck (1907-1996); trouwde in 1958 met jhr. Reginald Steengracht van Moyland (1910-1992), marinepiloot en luchtvaartattaché, telg uit het Nederlandse geslacht Steengracht
      - Jkvr. Marie Claire Joseph Zoé Edouard Ghislaine de Meester de Betzenbroeck (1920-2007); trouwde in 1949 met Willem Johannes Arnoldus Franciscus Reintjan van den Clooster baron Sloet tot Everlo (1901-1993), burgemeester, telg uit het Nederlandse geslacht Sloet

  - Jhr. Anatole de Meester de Heyndonck (1843-1925) kreeg vergunning om de Heyndonck aan zijn familienaam toe te voegen, kunstschilder, met afstammelingen tot heden
    - Jhr. François de Meester de Heyndonck (1879-1973), volksvertegenwoordiger, met afstammelingen tot heden